# Märzhase

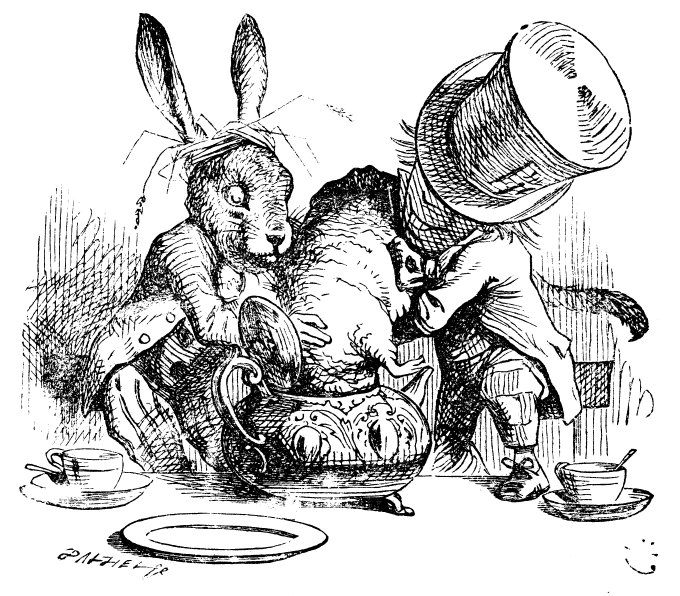
John Tenniel: Märzhase und Hutmacher mit der Haselmaus.

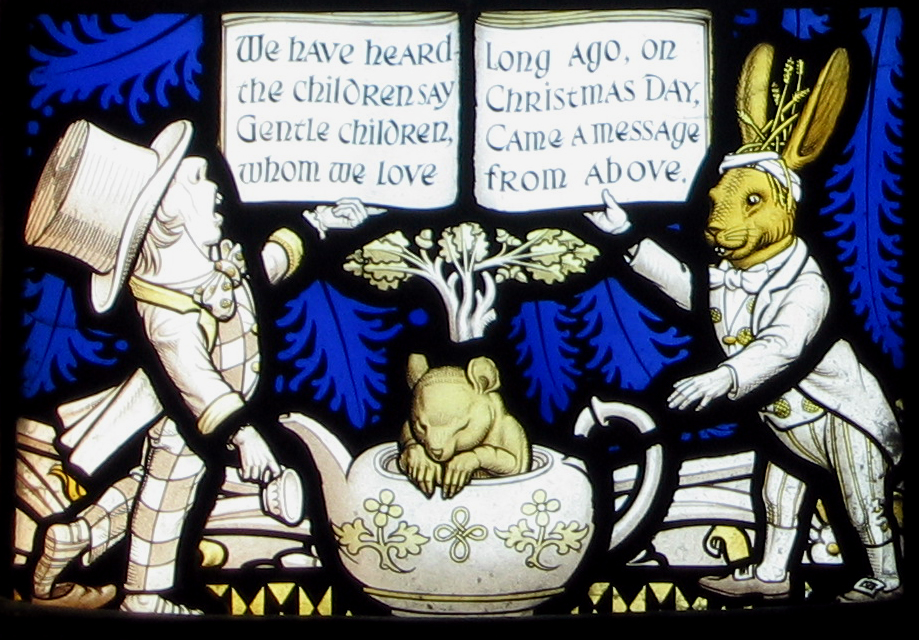
Der Hutmacher, die Haselmaus und der Märzhase, Glasfenster in der All Saints' Church in Daresburye

Der Märzhase (im Original: March Hare) ist eine fiktive Figur aus Lewis Carrolls Roman Alice im Wunderland. Der Begriff ist jedoch wesentlich älter und spätestens im 16. Jahrhundert nachgewiesen. Er geht zurück auf das auffällige Gebaren der Hasen während der Paarungszeit im März, was sich in der Redewendung „mad as a march hare“ ausdrückt, auf die sich Caroll wiederum bezieht.

## Figur
Der March Hare wirkt extrem verrückt und paranoid. Oft wirft er mit Dingen um sich.
In Alice hinter den Spiegeln wird der Märzhase als Haigha bezeichnet.
Erstmals erscheint die Figur „Märzhase“ gemeinsam mit dem verrückten Hutmacher und der Haselmaus in der „Teegesellschaft“ in Carrolls Buch Alice im Wunderland, das 1865 veröffentlicht wurde, während die Figur in der Manuskript-Fassung des Romans Alice's Adventures Under Ground noch nicht enthalten ist.

## Film und Fernsehen
Im Lauf der vielen Verfilmungen des Wunderland-Stoffes wurde der Märzhase von zahlreichen Schauspielern und Synchronsprechern dargestellt:
| Jahr | Film                                                                            | Darsteller des Märzhasen |
| ---- | ------------------------------------------------------------------------------- | ------------------------ |
| 1931 | Alice in Wonderland (1931)                                                      | Meyer Berensen           |
| 1933 | Alice im Wunderland (1933)                                                      | Charles Ruggles          |
| 1951 | Alice im Wunderland (1951)                                                      | Jerry Colonna            |
| 1966 | Alice in Wonderland (or What’s a Nice Kid Like You Doing in a Place Like This?) | Daws Butler              |
| 1966 | Alice in Wonderland (1966)                                                      | Michael Gough            |
| 1982 | Alice at the Palace                                                             | Mark Linn-Baker          |
| 2010 | Alice im Wunderland                                                             | Paul Whitehouse          |

## Sonstiges
- In Tim Burtons Version Alice im Wunderland (2010) heißt der Märzhase Thackery Earwicket
- In Endzeitfilm Mad Max ist „The March Hare“ der Rufname eines der Fahrzeuge der Main Force Patrol
- Der Asteroid (6736) Marchare ist nach dem Märzhasen benannt